# Прабхаса
Прабхаса (санскрит. Prabhâsa — «проблеск», рассвет, сияние, заря) — в индийской мифологии одно из ведийских светлых божеств из свиты Индры, один из восьми светлых дэвов-васу (васудев). Олицетворяет рассвет утренней зари.
Прабхасой (санскр. Prabhâsa) также называется место религиозного паломничества в Индии, на полуострове Гуджарата, вблизи прославленного храма Сомнатха и города Соманатха. Географическое название Прабхаса объясняется легендой, что месяц Сома получил здесь исцеление от уничтожения, наведённого на него проклятием его свёкра — Дакши.